# فيونا كوين
فيونا كوين (بالإنجليزية: Fiona Coyne)‏ هي مقدمة تلفزيونية جنوب أفريقية، ولدت في 22 يونيو 1965 في سبرينغز ‏ في جنوب أفريقيا، وتوفيت في 18 أغسطس 2010.